# Harpactea serena
Harpactea serena este o specie de păianjeni din genul Harpactea, familia Dysderidae. A fost descrisă pentru prima dată de Simon, 1907. Conform Catalogue of Life specia Harpactea serena nu are subspecii cunoscute.